# Warsaw Shore
Warsaw Shore é um reality show polonês co-produzido e exibido pela MTV Polônia. Com sede em Varsóvia, sua estreia aconteceu no dia 10 de novembro de 2013, é a adaptação polonesa do reality show americano Jersey Shore.

## Temporadas
| Ano       | Temporada | Local                 | Número de episódios | Número de espectadores |
| --------- | --------- | --------------------- | ------------------- | ---------------------- |
| 2013-2014 | 1         | Varsóvia, Polônia     | 11                  | 189 823                |
| 2014      | 2         | Varsóvia, Polônia     | 13                  | 158 450                |
| 2015      | 3         | Varsóvia, Polônia     | 16                  | 100 935                |
| 2015      | 4         | Leba, Polônia         | 12                  | 115 936                |
| 2016      | 5         | Breslávia, Polônia    | 16                  | 84 223                 |
| 2016      | 6         | Mielno, Polônia       | 12                  | 97 000                 |
| 2017      | 7         | Zakopane, Polônia     | 12                  | 119 050                |
| 2017      | 8         | Władysławowo, Polônia | 12                  | 114 807                |
| 2018      | 9         | Varsóvia, Polônia     | 12                  | 97 637                 |
| 2018      | 10        | Łeba, Polônia         | 12                  | 62 020                 |
| 2019      | 11        | Varsóvia, Polônia     | 13                  | 79 664                 |
| 2019      | 12        | Mielno, Polônia       | 13                  | TBD                    |
| 2020      | 13        | Varsóvia, Polônia     | 12                  | TBD                    |
| 2020      | 14        | Varsóvia, Polônia     | 13                  | TBD                    |
| 2021      | 15        | Varsóvia, Polônia     | 13                  | TBD                    |
| 2021      | 16        | Łeba, Polônia         | 13                  | TBD                    |
| 2022      | 17        | Breslávia, Polônia    | 13                  | TBD                    |
| 2023      | 18        | Varsóvia, Polônia     |                     |                        |

### 1ª Temporada (2013-2014)
Warsaw Shore foi anunciado em 23 de agosto de 2013. A primeira temporada estreou em 10 de novembro de 2013 após a transmissão dos MTV Europe Music Awards de 2013 que naquele ano teve como cidade anfitriã Amsterdam, na Holanda, e chegou ao fim em 19 de janeiro de 2014, composta de 11 episódios. Em seguida, foi exibido um episódio especial contando com os melhores momentos da temporada. Este episódio foi ao ar em 26 de janeiro de 2014 e foi seguido por uma reunião apresentado por Katarzyna Kępka onde o elenco discutia a série na frente de uma platéia em um episódio exibido em 2 de fevereiro de 2014. Essa foi a única temporada que Mariusz Śmietanowski participou.

### 2ª Temporada (2014)
A segunda temporada foi ao ar em 20 de abril, 2014 e terminou em 13 de julho do mesmo ano, contando com 13 episódios. A renovação do programa foi anunciado em 10 de fevereiro de 2014. Após Mariusz Śmietanowski membro da primeira temporada anunciar sua saída do programa, novos membros foram apresentados: Jakub Henke, Alan Kwiecińesquí, Alicja Herodzińska e Malwina Pycka.

### 3ª Temporada (2015)
A terceira temporada do programa estreou em 29 de março de 2015 e terminou em 20 de setembro do mesmo ano, composta por 16 episódios. A renovação para esta temporada foi anunciada em 23 de janeiro de 2015. Em Fevereiro de 2015 foi confirmado que a terceira temporada iria contar com dois novos integrantes. Magda Pyznar e Damian Zduńczyk.

### 4ª Temporada: Summer Camp (2015-2016)
A quarta temporada do programa foi anunciada em 13 de julho de 2015. As gravações da série começou em 11 de outubro daquele mesmo ano. Esta temporada não conta com a participação de Paweł Cattaneo y Ewelina Kubiak membros do elenco original, que deixaram a série no o final da última temporada. Esta temporada marca o retorno de Jakub Henke como membro do elenco principal. As filmagens foram realizadas na cidade de Leba, Polônia. A temporada começou as transmissões em 10 de janeiro de 2016.

### 5ª Temporada (2016)
A quinta temporada da série foi anunciada em 13 de novembro de 2015. E começou a ser transmitida em 28 de fevereiro de 2016.
Esta temporada foi não conta com a participação de Alan Kwiecińesquí, que deixou a série na quarta temporada. Para o seu lugar entrou os irmãos gêmeos  Paweł e Piotr Kluk. Esta temporada marca o retorno de Ewelina Kubiak como membro do elenco principal. As filmagens ocorreram na cidade de Breslávia, Polônia. Em 18 de abril de 2016, foi anunciado que Anna Ryśnik iria deixar a série e esta temporada seria a última.

### 6ª Temporada: Summer Camp 2 (2016)
A sexta temporada do reality foi anunciada em 16 de junho de 2016. A nova temporada começou a ser filmada em 1 de julho em Mielno. E estreou no dia 28 de agosto de 2016. Esta foi a primeira temporada a não incluir Anna Ryśnik desde que ela deixou o programa durante a temporada anterior, os irmãos gêmeos - Pauly e Pietro Kluk e Ewelina Kubiak também deixaram o programa. Em 12 de agosto, confirmou-se que a sexta temporada começaria com dois novos membros do elenco Aleksandra Smoleń e Piotr Polak. Em 20 de outubro, foi anunciado que Klaudia Stec abandonou o programa no meio da temporada e em seu lugar entra um novo membro do elenco, Ewelina "Młoda" Bańkowska.

### 7ª Temporada: Winter Camp (2017)
A sétima temporada do programa foi anunciada em 20 de janeiro de 2017. A nova temporada começou a ser exibida em 26 de fevereiro de 2017. Foi confirmado que a participante Aleksandra Smoleń tinha deixado o reality depois de sexta temporada Warsaw Shore: Summer Camp 2. Em 14 de fevereiro de 2017, foi anunciado que três ex-membros do elenco Alan Kwieciński, Ewelina Kubiak e Klaudia Stec, retornariam ao programa. Antes da estréia foi confirmado que a série seria filmada em Zakopane.

### 8ª Temporada: Summer Camp 3 (2017)
A oitava temporada do show foi anunciada em 14 de julho de 2017. E teve início em 3 de setembro do mesmo ano. Cinco membros do elenco, Jakub Henke, Alan Kwieciński, Magda Pyznar, Klaudia Stec e Ewelina "Młoda" Bańkowska deixaram o reality após a sétima temporada Warsaw Shore: Winter Camp. Esta será a primeira temporada a incluir nove novos membros do elenco, Jola Mróz, que já havia aparecido na primeira temporada do reality Ex na Plaży Polska como parte do elenco principal e na segunda temporada como uma ex-namorada do atual membro do elenco Piotr, Anna "Andzia" Papierz, Bartek Barański, Ilona Borowska, Jacek Bystry, Kamila Widz, Marcin, Mariusz "Ryjek" Adam e Wiktoria Sypucińska. A temporada também apresentará o 100º episódio do reality. Antes da estreia, foi confirmado que a série seria filmada em Władysławowo.

## Elenco
| Membros                         | Temporadas     | Temporadas     | Temporadas     | Temporadas     | Temporadas     | Temporadas     | Temporadas     | Temporadas     | Temporadas     | Temporadas     | Temporadas     | Temporadas     | Temporadas     | Temporadas     | Temporadas     | Temporadas     | Temporadas     | Temporadas     |
| Membros                         | 1              | 2              | 3              | 4              | 5              | 6              | 7              | 8              | 9              | 10             | 11             | 12             | 13             | 14             | 15             | 16             | 17             | 18             |
| Membros                         | Membros atuais | Membros atuais | Membros atuais | Membros atuais | Membros atuais | Membros atuais | Membros atuais | Membros atuais | Membros atuais | Membros atuais | Membros atuais | Membros atuais | Membros atuais | Membros atuais | Membros atuais | Membros atuais | Membros atuais | Membros atuais |
| ------------------------------- | -------------- | -------------- | -------------- | -------------- | -------------- | -------------- | -------------- | -------------- | -------------- | -------------- | -------------- | -------------- | -------------- | -------------- | -------------- | -------------- | -------------- | -------------- |
| Patryk Spiker                   |                |                |                |                |                |                |                |                |                |                |                |                |                |                |                |                |                |                |
| Milena Łaszek                   |                |                |                |                |                |                |                |                |                |                |                |                |                |                |                |                |                |                |
| Oliwia Dziatkiewicz             |                |                |                |                |                |                |                |                |                |                |                |                |                |                |                |                |                |                |
| Lena Majewska                   |                |                |                |                |                |                |                |                |                |                |                |                |                |                |                |                |                |                |
| Michał "Sarna" Sarnowski        |                |                |                |                |                |                |                |                |                |                |                |                |                |                |                |                |                |                |
| Aleksandra "Ola" Okrzesik       |                |                |                |                |                |                |                |                |                |                |                |                |                |                |                |                |                |                |
| Wiktoria "Jaszczur" Robert      |                |                |                |                |                |                |                |                |                |                |                |                |                |                |                |                |                |                |
| Przemysław "Sequento" Skulski   |                |                |                |                |                |                |                |                |                |                |                |                |                |                |                |                |                |                |
| Angelika Kramer                 |                |                |                |                |                |                |                |                |                |                |                |                |                |                |                |                |                |                |
| Marcin "Mały" Pastuszka         |                |                |                |                |                |                |                |                |                |                |                |                |                |                |                |                |                |                |
| Eliasz Zdzitowiecki             |                |                |                |                |                |                |                |                |                |                |                |                |                |                |                |                |                |                |
| Piotr "Piotrek" Nowakowski      |                |                |                |                |                |                |                |                |                |                |                |                |                |                |                |                |                |                |
| Antigos membros                 |                |                |                |                |                |                |                |                |                |                |                |                |                |                |                |                |                |                |
| Ewelina "Ewelona" Kubiak        |                |                |                |                |                |                |                |                |                |                |                |                |                |                |                |                |                |                |
| Anna "Mała" Aleksandrzak        |                |                |                |                |                |                |                |                |                |                |                |                |                |                |                |                |                |                |
| Wojciech "WG" Gola              |                |                |                |                |                |                |                |                |                |                |                |                |                |                |                |                |                |                |
| Anna Ryśnik                     |                |                |                |                |                |                |                |                |                |                |                |                |                |                |                |                |                |                |
| Paweł Cattaneo                  |                |                |                |                |                |                |                |                |                |                |                |                |                |                |                |                |                |                |
| Paweł "Trybson" Trybała         |                |                |                |                |                |                |                |                |                |                |                |                |                |                |                |                |                |                |
| Eliza Wesołowska                |                |                |                |                |                |                |                |                |                |                |                |                |                |                |                |                |                |                |
| Mariusz "Śmietana" Śmietanowski |                |                |                |                |                |                |                |                |                |                |                |                |                |                |                |                |                |                |
| Jakub "Ptyś" Henke              |                |                |                |                |                |                |                |                |                |                |                |                |                |                |                |                |                |                |
| Alan Kwieciński                 |                |                |                |                |                |                |                |                |                |                |                |                |                |                |                |                |                |                |
| Malwina Pycka                   |                |                |                |                |                |                |                |                |                |                |                |                |                |                |                |                |                |                |
| Alicja Herodzińska              |                |                |                |                |                |                |                |                |                |                |                |                |                |                |                |                |                |                |
| Damian "Stifler" Zduńczyk       |                |                |                |                |                |                |                |                |                |                |                |                |                |                |                |                |                |                |
| Klaudia Stec                    |                |                |                |                |                |                |                |                |                |                |                |                |                |                |                |                |                |                |
| Magda Pyznar                    |                |                |                |                |                |                |                |                |                |                |                |                |                |                |                |                |                |                |
| Piotr Kluk                      |                |                |                |                |                |                |                |                |                |                |                |                |                |                |                |                |                |                |
| Paweł Kluk                      |                |                |                |                |                |                |                |                |                |                |                |                |                |                |                |                |                |                |
| Piotr "Pedro" Polak             |                |                |                |                |                |                |                |                |                |                |                |                |                |                |                |                |                |                |
| Ewelina "Młoda" Bańkowska       |                |                |                |                |                |                |                |                |                |                |                |                |                |                |                |                |                |                |
| Aleksandra Smoleń               |                |                |                |                |                |                |                |                |                |                |                |                |                |                |                |                |                |                |
| Marcin "Brzydal" Maruszak       |                |                |                |                |                |                |                |                |                |                |                |                |                |                |                |                |                |                |
| Wiktoria Sypucińska             |                |                |                |                |                |                |                |                |                |                |                |                |                |                |                |                |                |                |
| Jacek Bystry                    |                |                |                |                |                |                |                |                |                |                |                |                |                |                |                |                |                |                |
| Jola Mróz                       |                |                |                |                |                |                |                |                |                |                |                |                |                |                |                |                |                |                |
| Bartek Barański                 |                |                |                |                |                |                |                |                |                |                |                |                |                |                |                |                |                |                |
| Mariusz "Ryjek" Adam †          |                |                |                |                |                |                |                |                |                |                |                |                |                |                |                |                |                |                |
| Kamila Widz                     |                |                |                |                |                |                |                |                |                |                |                |                |                |                |                |                |                |                |
| Anna "Andzia" Papierz           |                |                |                |                |                |                |                |                |                |                |                |                |                |                |                |                |                |                |
| Ilona Borowska                  |                |                |                |                |                |                |                |                |                |                |                |                |                |                |                |                |                |                |
| Klaudia "Czaja" Czajkowska      |                |                |                |                |                |                |                |                |                |                |                |                |                |                |                |                |                |                |
| Julia Kruzer                    |                |                |                |                |                |                |                |                |                |                |                |                |                |                |                |                |                |                |
| Filip Ćwiek                     |                |                |                |                |                |                |                |                |                |                |                |                |                |                |                |                |                |                |
| Kasjusz "Don Kasjo" Życiński    |                |                |                |                |                |                |                |                |                |                |                |                |                |                |                |                |                |                |
| Damian "Dzik" Graf              |                |                |                |                |                |                |                |                |                |                |                |                |                |                |                |                |                |                |
| Ewa Piekut                      |                |                |                |                |                |                |                |                |                |                |                |                |                |                |                |                |                |                |
| Anastasiya Yandaltsava          |                |                |                |                |                |                |                |                |                |                |                |                |                |                |                |                |                |                |
| Radosław "Diva" Majchrowski     |                |                |                |                |                |                |                |                |                |                |                |                |                |                |                |                |                |                |
| Joanna "Asia" Bałdys            |                |                |                |                |                |                |                |                |                |                |                |                |                |                |                |                |                |                |
| Gábor "Gabo" Szabó              |                |                |                |                |                |                |                |                |                |                |                |                |                |                |                |                |                |                |
| Anna Tokarska                   |                |                |                |                |                |                |                |                |                |                |                |                |                |                |                |                |                |                |
| Aleksandr "Sasha" Muzheiko      |                |                |                |                |                |                |                |                |                |                |                |                |                |                |                |                |                |                |
| Paweł Hałabuda                  |                |                |                |                |                |                |                |                |                |                |                |                |                |                |                |                |                |                |
| Marceli Szklanny                |                |                |                |                |                |                |                |                |                |                |                |                |                |                |                |                |                |                |
| Kinga Gondorowicz               |                |                |                |                |                |                |                |                |                |                |                |                |                |                |                |                |                |                |
| Maciek Szczukiewicz             |                |                |                |                |                |                |                |                |                |                |                |                |                |                |                |                |                |                |
| Daniel "Arnold" Jabłoński       |                |                |                |                |                |                |                |                |                |                |                |                |                |                |                |                |                |                |
| Michał Eliszer                  |                |                |                |                |                |                |                |                |                |                |                |                |                |                |                |                |                |                |
| Paulina Karbowiak               |                |                |                |                |                |                |                |                |                |                |                |                |                |                |                |                |                |                |
| Jeremiasz "Jez" Szmigiel        |                |                |                |                |                |                |                |                |                |                |                |                |                |                |                |                |                |                |
| Kamil Jagielski                 |                |                |                |                |                |                |                |                |                |                |                |                |                |                |                |                |                |                |
| Patrycja Morkowska              |                |                |                |                |                |                |                |                |                |                |                |                |                |                |                |                |                |                |
| Dominik Raczkowski              |                |                |                |                |                |                |                |                |                |                |                |                |                |                |                |                |                |                |
| Dominik Gul                     |                |                |                |                |                |                |                |                |                |                |                |                |                |                |                |                |                |                |
| Małgorzata "Gosia" Jeziorowska  |                |                |                |                |                |                |                |                |                |                |                |                |                |                |                |                |                |                |